# 片岡徹
片岡 徹（かたおか とおる、1953年 - ）は日本の医学者。神戸大学医学部教授を経て、医学研究科特命教授。
淳心学院中学校・高等学校を経て、1977年東京大学医学部卒業。医学博士（大阪大学）。
コールドスプリングハーバー研究所研究員を経て神戸大学医学部教授。2009年兵庫県科学賞。2013年より神戸大学大学院医学研究科長・医学部長。